# Ricardo Montserrat
Pour les articles homonymes, voir Montserrat.
Ricardo Montserrat, né le 12 avril 1954 à Saint-Brieuc (Côtes-du-Nord) et mort le 17 octobre 2020 à Concepción, est un artiste engagé, romancier, nouvelliste, dramaturge, essayiste et traducteur français.

## Biographie
Né en 1954 de l’exil en Bretagne de parents antifascistes catalans « chassés par le régime franquiste », Ricardo Montserrat trouve très tôt dans le théâtre un espace où concilier engagement et liberté.
Au Chili, sous les années Pinochet, il s’engage contre la « cultura de la muerte ». Il crée, met en scène, écrit, édite ou produit une quarantaine d’œuvres qui sont autant de croche-pieds à la dictature.
De retour en France en 1992, il se met au service des exclus de la dictature économique et poursuit l’écriture de son œuvre personnelle : romans, théâtre, scénarios pour le cinéma. Il met en chantier des ateliers de création littéraire et dramatique. Entre autres : 
- Zone mortuaire, un roman policier paru dans la Série noire, écrit en collaboration avec des chômeurs de Lorient,
- Pomme d’amour, feuilleton Ouest-France Cornouailles, avec des rmistes en milieu rural à Châteauneuf-du-Faou,
- Ne crie pas, un second thriller paru dans la Série noire, écrit avec des salariés privés d’emploi de Roubaix, qui sert de base au scénario de Sauve-moi, un film français réalisé par Christian Vincent (Agatfilms),
- La Femme jetable, avec les employées licenciées par Auchan, Le Havre, France-Culture et la Scène nationale de Fécamp,
- en Corse, avec Robin Renucci et l’ARIA, des œuvres bilingues pour le cinéma et le théâtre,
- Enfances et fantômes, un ouvrage de littérature d'enfance et de jeunesse (Syros-jeunesse) à La Source, dans l’Eure, avec les peintres Gérard Garouste et Olivier Masmonteil, des jeunes de la DDASS et leurs parents,
- No Woman's Land, roman-film des exils, en Belgique, avec des demandeurs d’asile et le Miroir vagabond.

En 1998, il signe No Name, un roman policier historique qui « met en scène le dictateur Pinochet et raconte l'histoire d'une jeune policière chilienne, spécialiste de l'informatique, à la recherche de son père, ancien ministre de Salvador Allende ».
Depuis 2006, il travaille sur la mémoire vivante : le Front populaire (36, pas mort !), sur l’Espagne : Ahora y siempre, Porque te vas, Une guerre sans fin, Mon père ma guerre ; sur l’extrême violence : Naz, Plus belle la mort ; sur la petite histoire dans l’Histoire : Café de la Paix et sur l’utopie du bonheur : L’Amour fou, Entre la mort. 
En 2010, il lance avec Colères du Présent, une collection de romans populaires qui raconte l'histoire sombre du Nord-Pas-de-Calais, telle que l'ont vécue les mineurs marocains (Mauvaise Mine), les SDF (Serial Mineur), les éducateurs (Violences sur mineurs), les cégétistes de Béthune (Cha sin l'gaz), etc. Tous sont publiés en feuilleton par la presse régionale : La Voix du Nord, L'Avenir de l'Artois, Nord-Eclair et sont ensuite édités aux éditions Baleine et bientôt scénarisés pour France Télévisions.
Depuis 2010, au théâtre, il développe une écriture multimédia pour des metteurs en scène et des compagnies travaillant sur le lien théâtre-cinéma, image numérique et arts plastiques, avec la compagnie Diagonale à Lille : Terror torero, Mary's Baby ; le Groupe artistique Alice, à Nantes : Le jour où nous avons cessé d’avoir peur, Série B ; Tro-héol à Quimper : Mon père, ma guerre ; HDVZ et Les Tréteaux de France, à Roubaix : Qui Redoute la parole, Qui commande ici, avec les employés de La Redoute, Attore Acteur, Payasadas, Quelle clownerie la guerre !…
Il a été parrain du festival « Passeurs de lumière » en 2010.
Associé à la SACD, la SCAM, la SGDL, la SOFIA, la Charte des Auteurs, les E.A.T. et 813.

## Œuvre

### Romans
- Les Périlleuses Mémoires de Tito Perrochet, L’Harmattan, 1992
- Là-bas, la haine, L’Harmattan, 1993
- Aziliz, ou les Filleuls de l'Ankou, L’Atalante, 1996
- No Name, Le Mercure de France, 1999
- En E Enkou, Entre la Mort, roman fantastique, e-book, téléchargeable sur Publie-Net, 2009

### Romans écrits en collaboration

#### SérieLes aventures de Nour et Norbert
- Violences sur mineur, avec l'atelier de création populaire de l'AFERTES, feuilleton L'Avenir de l'Artois, éditions Baleine, 2011.
- Cha sin l'gaz, avec la CGT du Béthunois, Colères du Présent, feuilleton La Voix du Nord, éditions Baleine, 2011.
- Mauvaise Mine avec l'Association des Mineurs Marocains du Nord. Colères du Présent. éd. Ravet-Anceau, éditions Baleine, 2011.
- Les Mains d'or avec les hôtes de l'hébergement d'urgence Le Phare, Béthune. Colères du Présent. Feuilleton dans L'Avenir de l'Artois, réédition, éditions Baleine sous le titre : Serial mineur, 2011.
- Mine de rien, une aventure de Nour, avec le Secours Populaire arrageois, feuilleton L'Avenir de l'Artois, réédition éditions Baleine, 2012.
- Terrain miné, une aventure de Nour, avec le CPS de Harnes, Sallaumines, Méricourt, éd. Baleine, 2013.
- Assabr, (Résistez!), une aventure de Nour, avec l'AMMN et la CDT Ouarzazate, Fête de l'Huma, bilingue arabe-français, éd. Baleine, 2013.
- Ne me coupe pas, une aventure électrique et gazière de Nour et Norbert, avec la CMCAS Nord-Pas-de-Calais, éd. Baleine, 2014.
- Montez de la mine, une aventure de Nour, avec l'AMMN et la CDT Ouarzazate, éd. Baleine-Colères du Présent, 2014.

#### Autres romans écrits en collaboration
- L'Enfant nomade, bilingue arabe-français, avec des enfants de St-Brieuc et Chenini-Gabès (Tunisie), L’Harmattan, 1994
- Zone mortuaire, polar, avec les KELT, chômeurs de Lorient, Gallimard, coll. « Série Noire » no 2455, 1997
- Le Mouchoir dans la plaie, polar, ateliers itinérants des Mauges, Siloé, 1998
- Pomme d'amour, feuilleton, avec Koch'Lutunn, rmistes ruraux, Ouest-France 98, Ramsay, 1999
- Ne crie pas, thriller, avec les Roseback, salariés privés d’emploi de Roubaix, et Christian Vincent, Gallimard, coll. « Série Noire » no 2575, 2000
- Enfances et Fantômes, (roman jeunesse) avec Olivier Masmonteil (peintures) & La Source, enfants et parents, Ed. Syros, 2005
- Les Filles d'Ariane, avec Goutal (dessins) & les BABEL, femmes étrangères, Médiathèque Les Mureaux, trilingue, Ed. L’œil d’or 2005
- No Woman's Land, puis Nora, le chemin vers la liberté, avec Annexe 26, demandeurs d’asile en Belgique, et l'ASBL Le Miroir Vagabond, éd. Le Cerisier, prix Raymond Aron-Condorcet pour les Droits de l'Homme, 2006
- Une pièce dans l'Anguison, avec 15 Nivernais, Jean Bojko et le TéATr'éPROUVèTe, éd. de l'Abbaye du Jouïr, 2006
- Viens jouer avec tes peurs, essai romanesque avec Pheraille (Le Phun), éd. Entretemps, 2007
- Cali et les oiseaux, roman d’anticipation, avec Ulysse 35, et des femmes du Voyage, éd. Apogée, 2007
- Les Treize Canards de Jeümes-sous-Vhien, avec le village de Gien-sur-Cure, TéATr'éPROUVèTe, éd. l'Abbaye du Jouïr, 2008
- RDA, portrait de travers de la rue droite, avec des jeunes CIPPA, et José Cesarini, éd. Una Volta, Bastia, 2008
- Misères du Présent, roman, ateliers populaires de Pikine, Saint-Louis-du-Sénégal, Colères du Présent, éd. en ligne, 2009
- Le Petit et le Géant, Coma, La 1re Fois, avec l’OFFIPEJ-HARNES, ESAD Amiens-Colères du Présent, éd. en ligne, 2009
- La Belle au bois d'ébène, avec les hôtes de l'hébergement d'urgence Le Phare, Béthune 2011. Feuilleton L'Avenir de l'Artois, éd. Ravet-Anceau, 2010
- À Fleur de pierre, avec l'atelier Saga du Peuple des Carrières, feuilleton Le Petit Bleu des Côtes d'Armor ; réédition éd. Apogée, 2011
- Siklone dedan, siklone déor, avec le collectif Siklone, éditions Ars desTerres Créoles - La Réunion, 2013

### Nouvelles et contes
- Rêves de travail, nouvelles du monde du travail, avec les C.E. de Nantes, L’Harmattan, 1995
- Pâté de gangster, éd. AGC, Groix, 1997
- Le Livre des livres, conte, écrit en collaboration avec les habitants de Fontenoy-le-Château, FOL Vosges
- Les Deux Anges et le Titanic, éd. AGC, Groix, 1998
- Judas, éd. Le Choucas Noir 1999
- Mort de faim, éd. Cheminements 2000
- Katu, éd. Cheminements 2002
- Dix petites noires, dix petits romans noirs et ruraux, éd. Ramsay 2000
- Le Rouge dans le noir (Ultima - Hasta - L'Heure O), in Lignes noires, festival d’Orléans, revue Horizons noirs, 2001- 2005
- Ode à la boîte de thon Hénaff, abécédaire, hommage à Jean-Pierre Abraham, catalogue Thon de Cochon, galerie Saludenn, Quimper, 2003 puis revue Hopala, mars-juin, Brest, 2004
- Taol Lagad, portraits, photos de B. Le Grand, J-J. Verlet-B., Ouest-France, Apogée, Quimper, 2003
- ABC des colères du présent, portraits, dessins de Babouse (dessinateur de presse/illustrateur), éd. Hors commerce, Lille, 2005
- Mort de femme, in VU(es) d’Aurillac, éd. Quelque part sur terre/festival d’Aurillac
- Les Pommes d'or, in revue Hopala no 20, Brest, 2005
- Le Vendredi noir, nouvelles antinazies, LEP La Peupleraie, Sallaumines, Culture Commune, Le Geai bleu, Colères du Présent, 2007
- Ma vie est un photoroman, avec la PJJ d’Arras, avec Laurence Mauriaucourt, éd. Colères du Présent, 2008
- B’ffroi, collectif, in Beffrois, éd Le Geai bleu, 2008
- RDA, 2 vérités, 1 mensonge, Manghjavita, romans-jeunesse, éd. Centre Culturel Una volta, Bastia 2007-08
- Nordpasdepapiers, Deux fleurs bleues, contes anderseniens, revues Babel, Témoignage Chrétien, automne-hiver, 2009
- Decimas, in Franco La Muerte, recueil de nouvelles, Arcane 17, 2015
- Nutopie, collectif d’auteurs jeunesse, éditions Ligue de l’Enseignement - Pourquoi pas, 2016.
- Nosotros, in Brigadistes, collectif d’auteurs de polars, D. Daenincks, Cali… Le Caïman, 2016

### Théâtre
- 1992 : Tapaldroa, les droits de l’enfant, Compagnie Rémy Chapelain, Loudéac.
- 1993 : Noël, la nuit est finie, Théâtre du Miroir, musical, Paris.
- 1995 : Résidences, avec de jeunes comédiens de l’A4-Tréguier, Compagnie Rémy Chapelain, Brest.
- 1996 : Je me suis tue, monologue, mise en scène Jean-Claude Drouot, L’Aire Libre, Rennes, éditions Théâtres en Bretagne.
- 2000 : 
  - La Femme jetable, Cie Confluences, à partir de la parole des employées d’Auchan-Le Havre, mise en scène Colette Colas, Scène nationale de Fécamp.
  - L'Eau des rêves, avec des rmistes, mise en scène Yveline Pallard, Théâtre Boris Vian, Couëron.
- 2001 : 
  - 1901-2001, avec Dominique Riquier, Compagnie Dérézo, mise en scène Charlie Windelschmidt, Brest, éditions  Le Ver luisant.
  - Chômeuse go home, in Embouteillages, théâtre de rue, mise en scène Anne-Laure Liégeois, Compagnie Le Festin, éditions Théâtrales.
- 2002 : 
  - La Foire aux paysannes, avec des agricultrices de la Conf., mise en scène Yann Dénecé, Compagnie Le Miroir, Quimper.
  - Tolorosa, Urgence de la jeune parole, Théâtre de La Digue, mise en scène. Isabelle Lucciani, Éditions Lansman.
  - Awa he mortu, avec l’ARIA, des habitants d’Olmi-Capella, Robin Renucci, G. Gelas, Rinatu Coti, Corse, adapté au cinéma sous le titre Sempre Vivu.
- 2003 : 
  - Laisse de mer, musical franco-portugais, Art Commedia, mise en scène G. Dos Santos, Festival CollaVoce, Poitiers.
  - Sakamalis, marionnettes, avec Bettina Vielhaber, Compagnie L’Echelle, mise en scène Cathie Alias, Avignon.
- 2004 : Le Fleuve national, mise en scène Fred Richaud, Compagnie Éclats de scène, Vaucluse, Ed. Le Cerisier.
- 2005 : 
  - Argentina, un si joli petit village, avec l’Action-Culture-Entreprise, mise en scène collective, Rennes.
  - 1905, Riez, pauvres pêcheurs., avec D. Riquier, mise en scène Charlie Windelschmidt, Compagnie Derézo, éditions Théâtres en Bretagne, Quimper.
  - Repas de famille, avec la CSF, mise en scène Violène Pillot, Arras, éditions Colères du Présent.
- 2006 : 
  - Utopia, monologue, mise en scène Ingrid Elias, Compagnie La Maleta, Lille.
  - 36, pas mort !, musical, avec les Szgaboonistes, Arras, éd. Encrages-Colères du Présent.
  - Des femmes en Nord, avec des ouvrières du textile, Vestiaire-Emploi-Services. Wingles, Encrages-Colères, Culture commune, Lens.
  - Ka Yue frappe à la porte du Paradis, jeunesse, 3e Acte et Off-Théâtre Saint-Malo.
- 2006-2007 :
- Ahora y siempre, mémoire de l’exil espagnol, mise en scène Rachel Dufour, Les Guêpes rouges, Riom.
- 2007 : 
  - Jardins secrets, avec l’Atelier de l’Agence culturelle d’Alsace, mise en scène Jean-Jacques Mercier, Strasbourg.
  - Por que te vas, avec Les Szgaboonistes, musical, mise en scène Gérald Dumont, Culture commune-Maison de la musique de Nanterre.
- 2008 :
  - L’Amour fou, polyphonie, mise en scène Michel André, images Florence LLoret, musique Eric Fernandez, Scène nationale de Martigues.
  - Plus belle, la mort ! in Faits divers en série, mise en scène Simon Delétang, Centre dramatique national Le Festin de Montluçon, festival "Faits divers" Hérisson.
  - Trous de Mémoire, avec le stage national de réalisation théâtrale, mise en scène Yves Doncque (Théâtre du Réel), Carreau de la mine de La Mure.
- 2009 : Tu n’as rien oublié, musical, avec le compositeur Abdellatif Bouzbiba, festival Horizons Méditerranée, Narbonne.
- 2010 : 
  - Mon père, ma guerre, jeunesse, mise en scène Martial Anton, Compagnie Tro Heol, Quimper, (Aide à la création CNT 2009-SACD 2010, coup de cœur TNP), éd. Lansman.
  - Naz (WP, volet 1), politique, mise en scène Christophe Moyer, Compagnie Sens ascensionnels. Scène nationale Culture commune, Loos-en-Gohelle.
- 2011 :
  - Terror Torero, Compagnie Théâtre diagonal, mise en scène Esther Mollo, adaptation libre du roman du Chilien Pedro Lemebel, La Verrière, Lille.
  - Tu fais rougir la lune, (Enfances de Lorca), musical, Compagnie Azahar Flamenco, Carol Delgado, musique Dominique Molard, L'Océanis, Plœmeur.
- 2012 :
  - Bats-toi, petit !, théâtre-action, mise en scène Christophe Moyer, Compagnie Sens-Ascensionnels, Ouverture du congrès de la CGT du BTP, Saint-Denis.
  - Le jour où nous avons cessé d'avoir peur, mise en scène Virginie Frappart, images Denis Rochard, et scénographie Thècle Nieux, Groupe Artistique Alice, La piscine des Dervallières, Nantes, (précédé de Carton Rouge, court-métrage de Denis Rochard et de Temps de larmes et de pluie, mise en scène Virginie Frappart), avec les Restaurants du Cœur, et les habitants du quartier du Breil, Nantes.
  - Les Indicibles, avec des éducateurs, mise en scène Christophe Moyer, production Les Tréteaux de France-Colères du Présent, théâtre d'Arras.
  - I:city, danse-philo, avec le chorégraphe Olivier Germser, Compagnie TangoSumo, Morlaix.
- 2013 :
  - L’École des femmes aujourd'hui, six solos et duos joués autour de L'École des femmes de Molière, mis en scène par Christian Schiaretti pour Les Tréteaux de France. Une création Tréteaux de France et Théâtre National Populaire, Centres dramatiques nationaux, Brangues.
  - Mary's baby, Frankenstein 2018, théâtre scientifique, avec Esther Mollo et Jean-Baptiste Droullers, Compagnie Théâtre diagonal, étape de travail Maison-Folie Beaulieu, Lille, puis Montreuil.
- 2014
  - Caligula 41, d'après Albert Camus, mise en scène Jean-Pierre Lanfranchi, Compagnie L'Unita Teatrale et le groupe polyphonique Tavagna (spectacle bilingue), Centre Culturel Anima, Migliacciaru.
  - L'Esprit de l'abbaye, ou Le Banquet des utopies, avec le groupe artistique Alice, (livret "Bach sur le Toit", éditions de l'Abbaye) Saintes.
- 2015-2016
  - Car ton étoile, avec Bryce Quétel, mise en scène Bryce Quétel, Théâtre du Rond-Point, Valréas, juin 2015, à partir des ateliers menés au Musée des Cartonnages.
  - Mary's baby, Frankenstein 2018, Nouvelle étape, théâtre scientifique, avec Esther Mollo et Jean-Baptiste Droullers, Compagnie Théâtre diagonal, Maison-Folie Wazemmes, Lille, puis Avignon (Edition  Manage, Belgique, Éditions Lansman, 2015, 50 p.  (ISBN 978-2-8071-0054-1))
  - Qui ? Redoute la parole, (première étape), Les Tréteaux de France et Guy Alloucherie, Compagnie HVDZ, La Condition Publique, Roubaix.
  - Chantiers interdits, théâtre-action, mise en scène Christophe Moyer, Compagnie Sens-Ascensionnels. Forum de la CGT BTP, Clermont-Ferrand, juin 2014, fête de l'Huma 2015.
  - Carton Rouge pour la FIFA, CGT Bâtiment, Forum Social, fête de l'Huma 2015, lu par Robin Renucci et Ricardo Montserrat.
  - Les femmes du Sud, mémoire des femmes des chantiers navals de la Seyne-sur-Mer, musical, mise en scène Catherine Lecoq, musique Marie Gottrand, Aurélie Lombard, Marse Théâtre La Poudrerie, octobre 2015
  - Série B, un polar dans la ville, avec le Groupe artistique Alice, à  Barbezieux, Chalonnes, Vivoin, Nantes.

 (octobre 2020).
- - Payasadas, quelle clownerie la guerre !, mise en scène Catie Alias, Cie Attore, Avignon - Entraigues sur Sorgues, Avignon.
  - Criminels, avec Yannick Pasgrimaud, musique François Hégron, pour la CGT Construction, Place du Châtelet, Paris 16.
  - Youssef, Mariam et Yessuah, demandeurs d'asile, oratorio, Daniel Tosi, Gérard Garcin, œuvre pour chœur d’enfants et comédiens, Orchestre Perpignan Méditerranée, dans le cadre du Festival de musique sacrée de Perpignan.

### Traductions et adaptations pour le théâtre, la musique et la danse
- Montezuma à Venise, livret pour l’opéra, d’après Concierto Barroco du Cubain Alejo Carpentier, avec Gérard Garcin - en production, Opéra d'Avignon, (2017)
- Caligula 41, d'après Albert Camus, Cie L'Unita teatrale, msc. J.P. Lanfranchi, Cie L'Unita Teatrale et le groupe polyphonique Tavagna (spectacle bilingue), Centre Culturel Anima, Migliacciaru, 2014
- 1. I:)CITY, ou la Dictature de la vitesse, ballet, chorégraphie Olivier GERMSER, Cie TangoSumo, Morlaix, 2012.
- Tu fais rougir la lune, d'après Federico Garcia Lorca, théâtre musical, avec Carol Delgado et Dominique Molard, Création L'Océanis, Plœmeur, 2011.
- Terror Torero, d’après le Chilien Pedro Lemebel, Cie Diagonal, msc Esther Mollo, cie Théâtre Diagonale, Lille, 2010
- Le Silence et la mer, drame musical, d’après Le Silence de la mer de Vercors, en production
- Lorenzacciu, d’après Alfred de Musset, L’Unita teatrale, m.sc. J.P. Lanfranchi, Bastia, 2006
- Les Brutes, d’après Les Brutes du Chilien Juan Radrigan, Cie Théâtre au Vent, Villeneuve 2006.
- Parle-moi, d’après Isabel desterrada en Isabel de Juan Radrigan, m.sc. A.M. Uteau, CieTerrain vague, Biarritz 04, Bordeaux 2005
- Vendredi, d’après Michel Tournier, Cie de l’Echange, m.sc. Jean-Claude Drouot, Auray, 2004
- El Saludador, Prix de la meilleure création, Conseil régional de Bretagne, Cie L’Echange, m.sc. Jean Le Scouarnec, Pont-Scorff, 2001
- Tio Loco, de l’Argentin Roberto Cossa, Ed. Presses universitaires du Mirail, 2000
- Putamuerte, d’après Diatribe contre un homme assis du Colombien Gabriel García Márquez, 1999
- Les Épices de la passion, d’après Como agua para chocolate, roman de la Mexicaine Laura Esquivel, 1998
- La Carte d'Amsterdam, d’après El mapa de Amsterdam, roman-poème du Chilien Enrique Giordano, 1997

### Radio
- 2006 : 
  - Les Enfants de 36, avec les abonnés de la bibliothèque Louis Aragon de Fives, Radio Campus, Lille
  - Niklazermi, polar, avec la PJJ, Radio PFM, réal. Nicolas Buignet, Ed. Colères du Présent, Arras
- 2000 : 
  - Tombe la neige, avec les Kedall, France Culture, réal. Claude Guerre, Châteauneuf du Faou
  - La Blouse rouge (in La Femme jetable), France Culture, réal. Jacques Taroni, Le Havre
  - Planches de salut, France Culture, réal. Jean Couturier, festival In Avignon, Éditions HB

### Poésie
- Espace vécu, poèmes, photos de David Balicki, MOUC Val de Seine, 1998
- Ville rouge, roman-poème, éd. Sansonnet, distr. Coop Breizh, 2002

### Essais
- Luis Guiu, in Le mal absolu, éditions Amis de Louis Guilloux, St-Brieuc, 1996.
- Chemins vicinaux et voies de traverse, Ed. Mission Locale du Layon, 1999
- À corps écrits, in revue Autrement, “L’art pour quoi faire ?”, no 195, 1999, rééd. 2001
- Le Silence et la Peur, in Sans moi, t’es rien, collectif antiraciste, éditions Mango, 2000
- Maladie de la jeunesse, in Journal de bord no 10, Théâtre de la Digue, Toulouse 2001
- L’Homme-livre, in Les Risques du polar, Le français aujourd’hui, no 138, 2002
- Être et savoir (préface), photos de Caroline Brou et Yves Gouiffès, éd. Apogée, 2003
- Demain en France, dix textes pour la jeunesse, projet de la Ligue de l’Enseignement, 2006
- Les Paris de l’écriture collective", GFEN, 2008
- Au commencement..., recherche chorégraphique dans des lieux insolites, mission Culture et Santé, Pays de Lorient, éd. Points de vue. 2014

## Filmographie

### En tant que scénariste
- 2000 : Sauve-moi, film français réalisé par Christian Vincent, scénario de Ricardo Montserrat tiré de son roman Ne crie pas, avec Roschdy Zem, Rona Hartner et Karole Rocher
- 2002 : Va, petite !, film français réalisé par Alain Guesnier, scénario original de Ricardo Montserrat en collaboration avec Valérie Duval et Alain Guesnier, avec Laurent Lucas, Julie Julien, Marianne Basler et Jean-Claude Drouot
- 2007 : Sempre vivu !, film français réalisé par Robin Renucci, scénario original de Ricardo Montserrat en collaboration, avec René Jauneau, Angèle Massei et Wladimir Yordanoff
- 2007 : Una guerra sin fin, docu-fiction, avec Michel Dupuy, Films du Moment, FR3 Ouest, avec Jean Le Scouarnec.
- 2012 : Une histoire de jeunes sans histoire, Premières L, Secondes classe-théâtre, Cité scolaire de Vaison-La-Romaine, Concours de La Résistance, Prix de l'Éducation nationale.